# Fuhrmann-Motor
Pour les articles homonymes, voir Moteur (homonymie) et Fuhrmann.
Le moteur Fuhrmann Type 547 (Fuhrmann-Motor, en allemand) est un moteur à plat 4 cylindres boxer à 4 arbres à cames en tête, du motoriste allemand Ernst Fuhrmann (en). Il est fabriqué de 1952 à 1963 par le constructeur automobile Porsche, pour motoriser en particulier ses Porsche 356, Porsche 550, et Porsche 718, et remporter de nombreuses compétitions internationales dans sa catégorie 1,5 L.

## Histoire
À la suite de la commercialisation des premières Porsche 356 et Porsche 550 des années 1950, Ferry Porsche (fils héritier de Ferdinand Porsche) développe ce nouveau « moteur Fuhrmann Type 547 » de compétition , plus puissant, évolution du précédent moteur à plat boxer 4 cylindres de Volkswagen Coccinelle, Porsche Type 64, et Porsche 356 de son père, amélioré par le motoriste allemand Ernst Fuhrmann (en). 

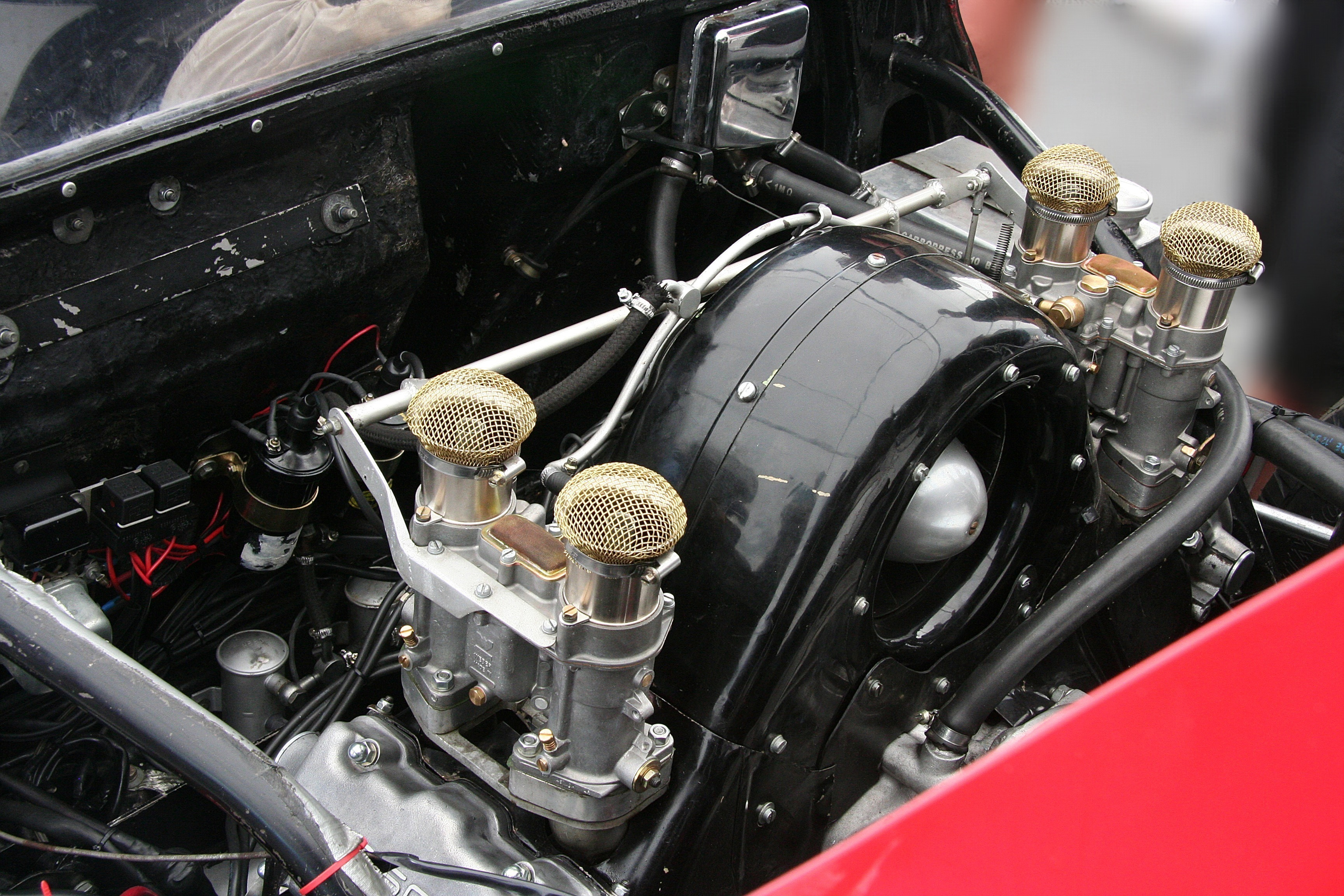
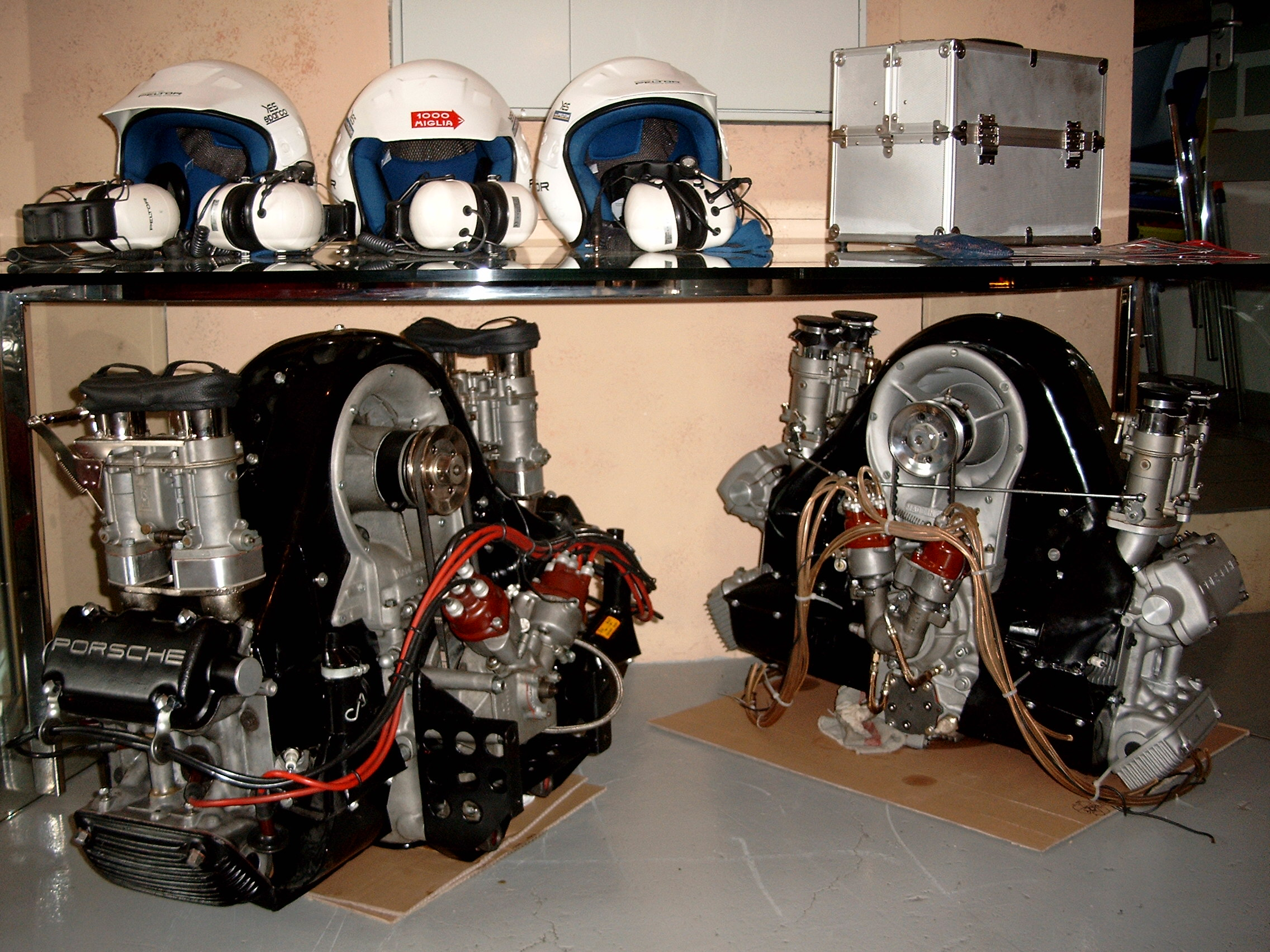
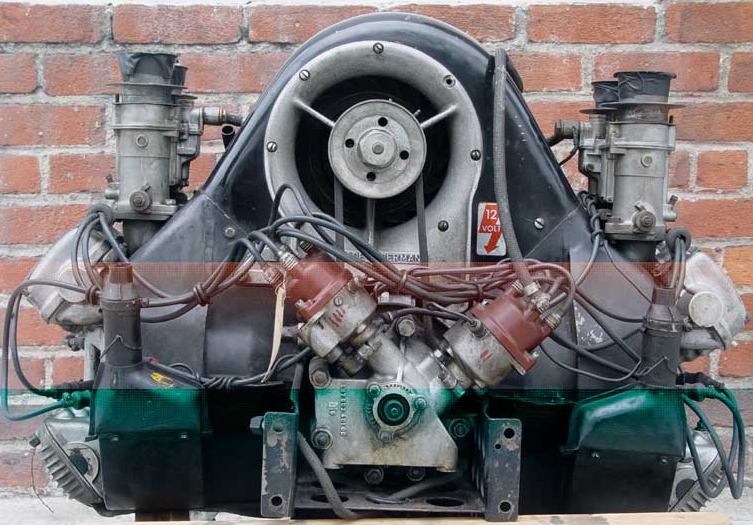

Ce moteur 4 cylindres à plat boxer double corps de 1,5 L, refroidi par air, est en particulier amélioré avec une solution très originale, complexe, et sophistiquée de 4 arbres à cames en tête (« Four-Cam  »),,,,, pour 110 ch et plus de 220 km/h de vitesse de pointe,,,.
Le moteur à plat 6 cylindres de Porsche 911 (901) lui succède en 1964.   

## Porsche à moteur Fuhrmann Type 547
Porsche remporte alors avec ce nouveau moteur très innovant (associé à des carrosseries très légères du designer Porsche Erwin Komenda) de nombreuses compétitions internationales « dans sa catégorie 1,5 L » avec un des meilleurs rapports poids-puissance-maniabilité de l'époque, capable de rivaliser avec de nombreux concurrents plus puissants, victorieuses en particulier des 24 Heures du Mans 1954, Carrera Panamericana 1954, Mille Miglia, et Targa Florio 1956...   

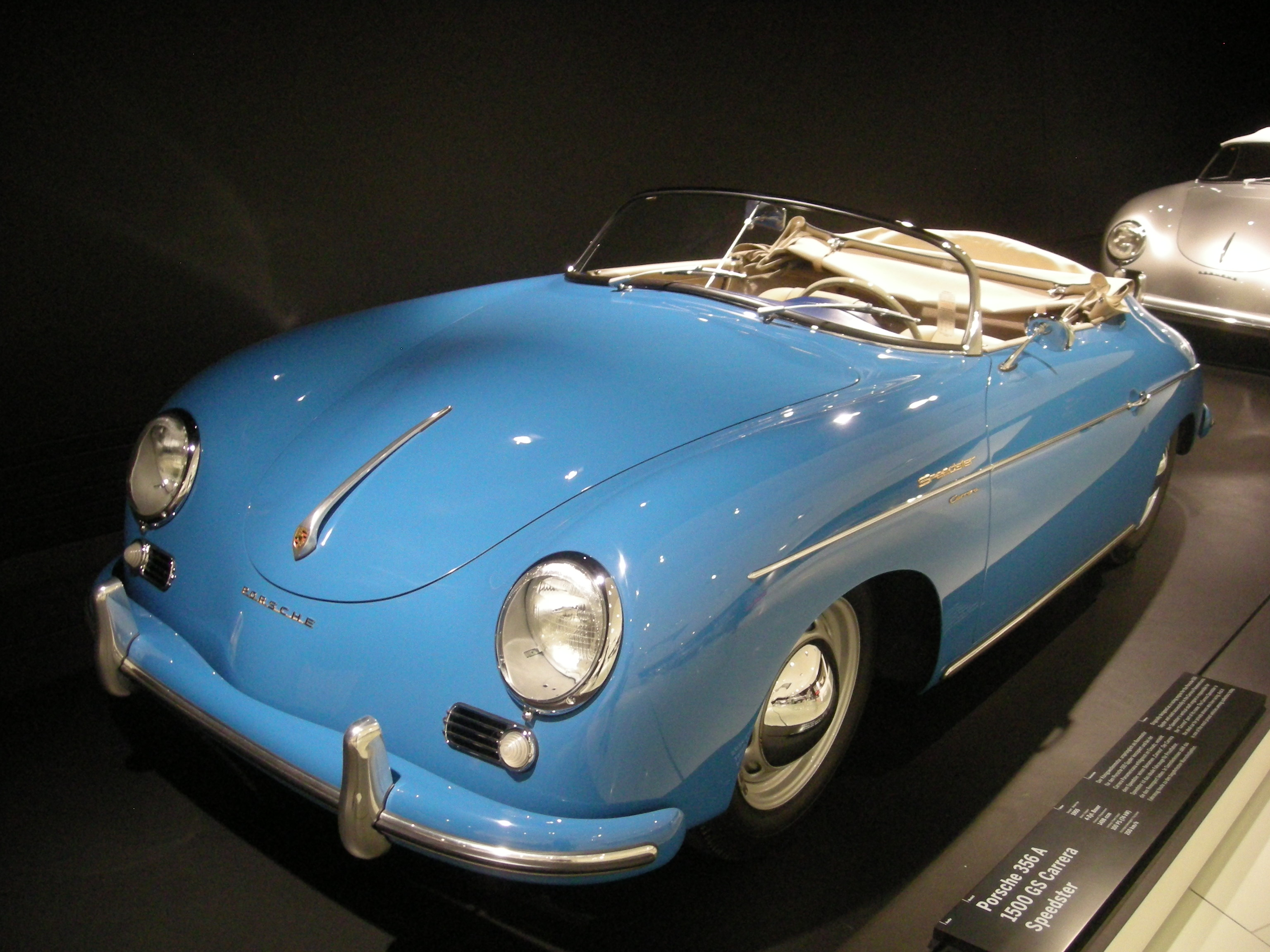
Porsche 356 A 1500 GS Carrera Speedster
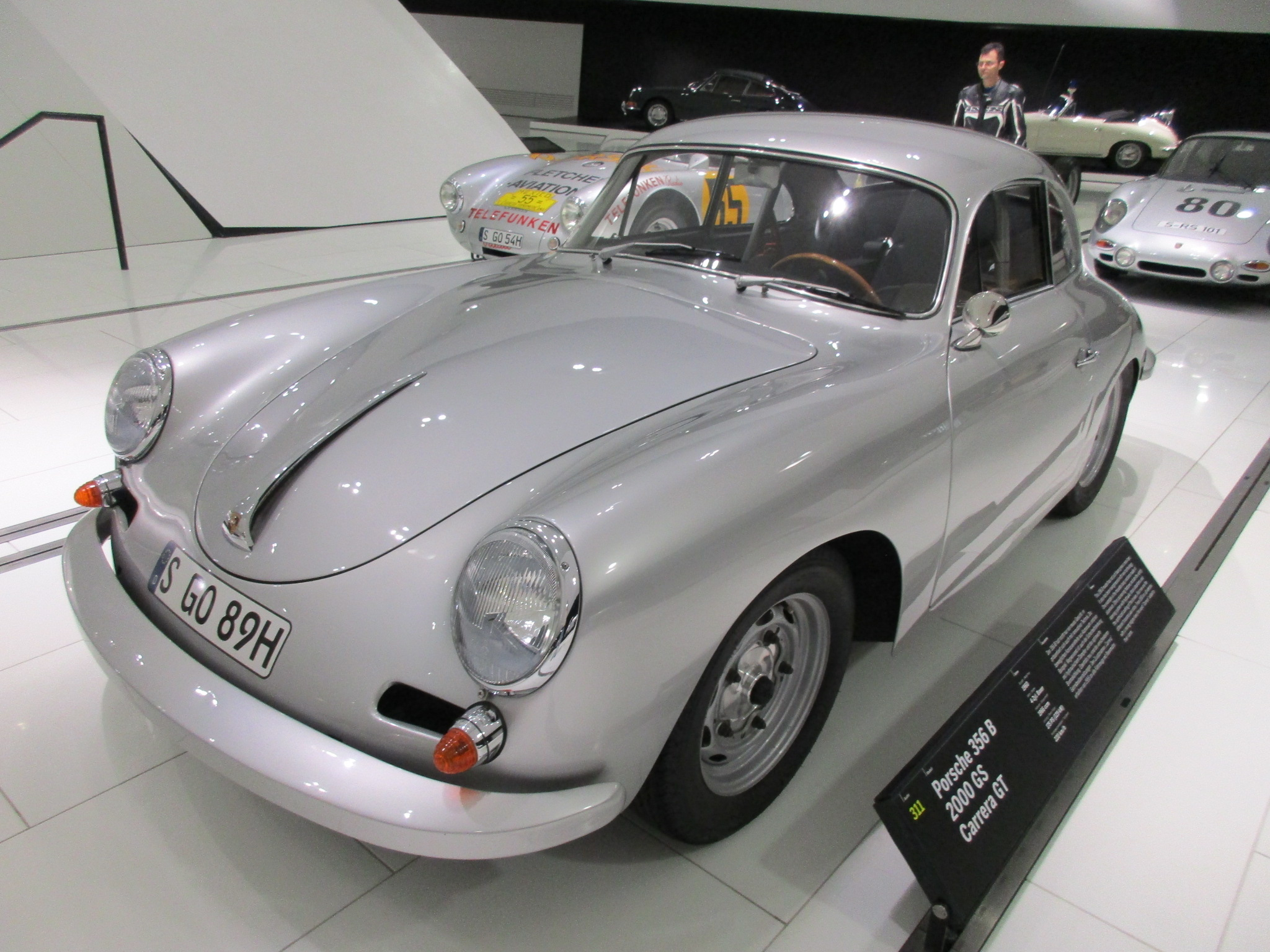
Porsche 356 B 2000 GS Carrera GT
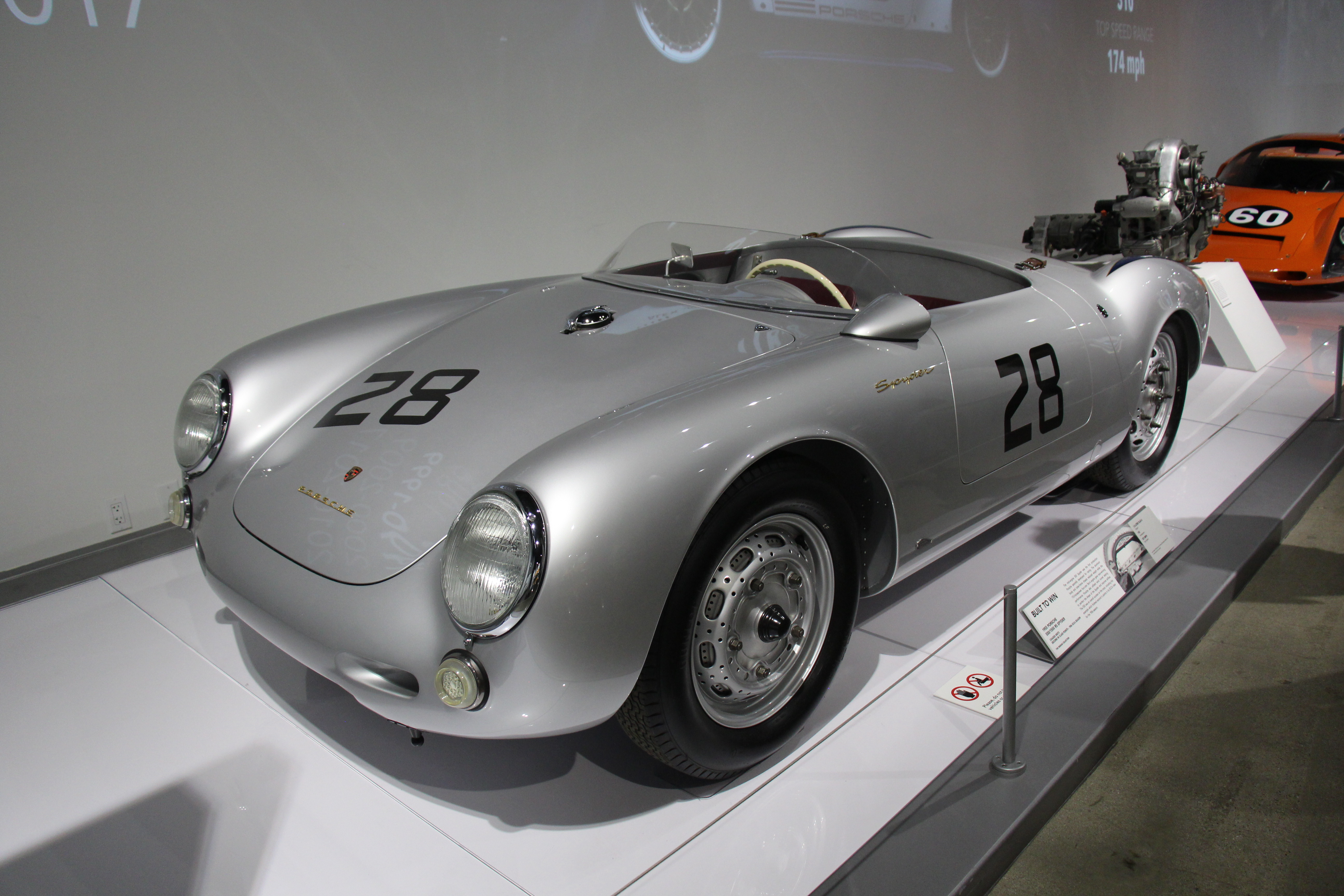
Porsche 550-1500 RS Spyder
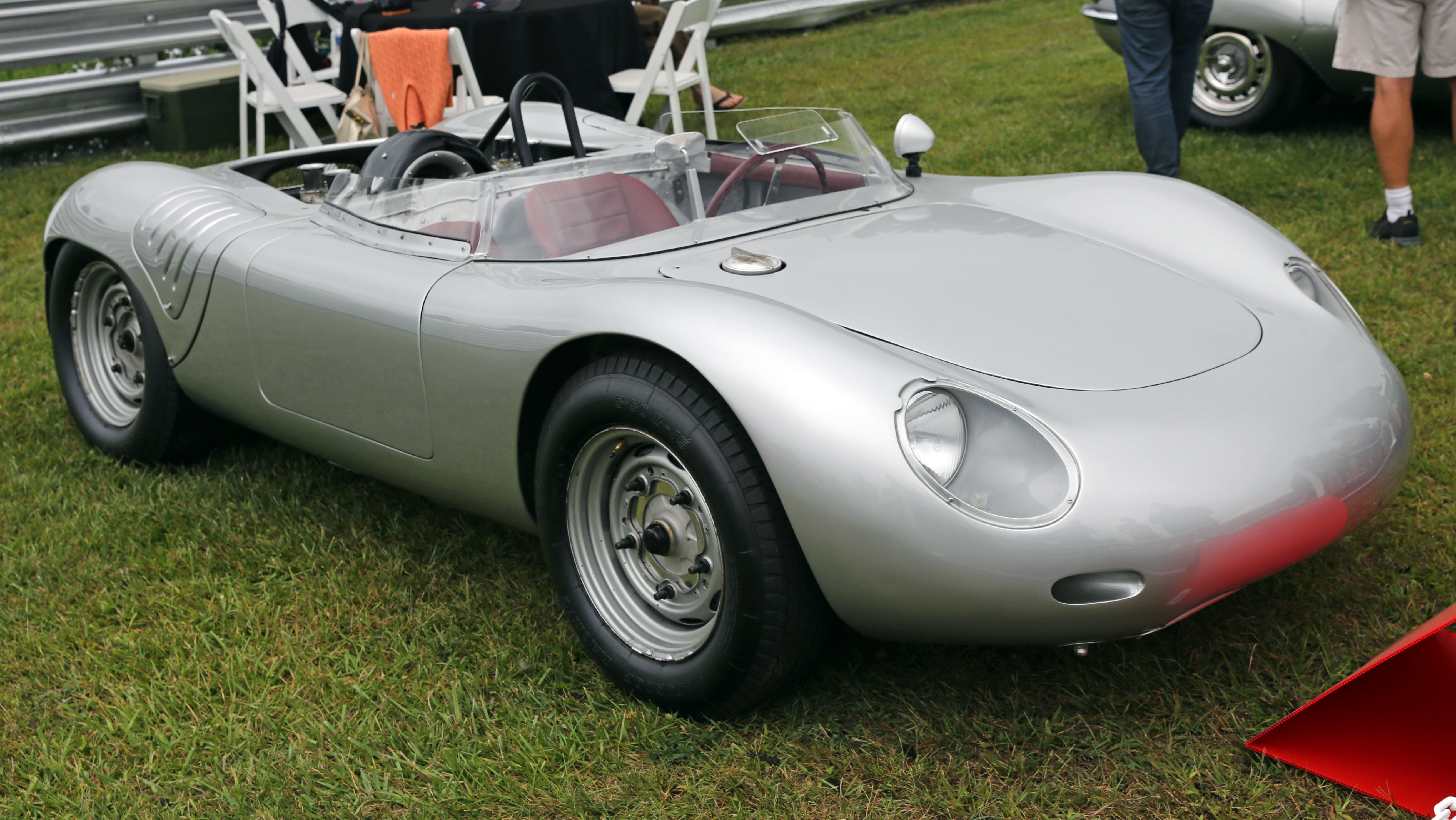
Porsche 718 RSK Spyder

- 1954 : Porsche 550-1500 RS
- 1956 : Porsche 645
- 1957 : Porsche 550 A-1500 RS
- 1957 : Porsche 718-1500 RSK
- 1958 : Porsche 356-1600 GS Carrera
- 1958 : Porsche 356-1500 GS Carrera
- 1958 : Porsche 718-1600 RSK
- 1959 : Porsche Type 754 T7 (prototype de Porsche 911)
- 1960 : Porsche 718 RS 60
- 1961 : Porsche 718 RS 61
- 1961 : Porsche 787
- 1962 : Porsche 804 (1re version)
- 1963 : Porsche 904 (1re version)